# スヌース

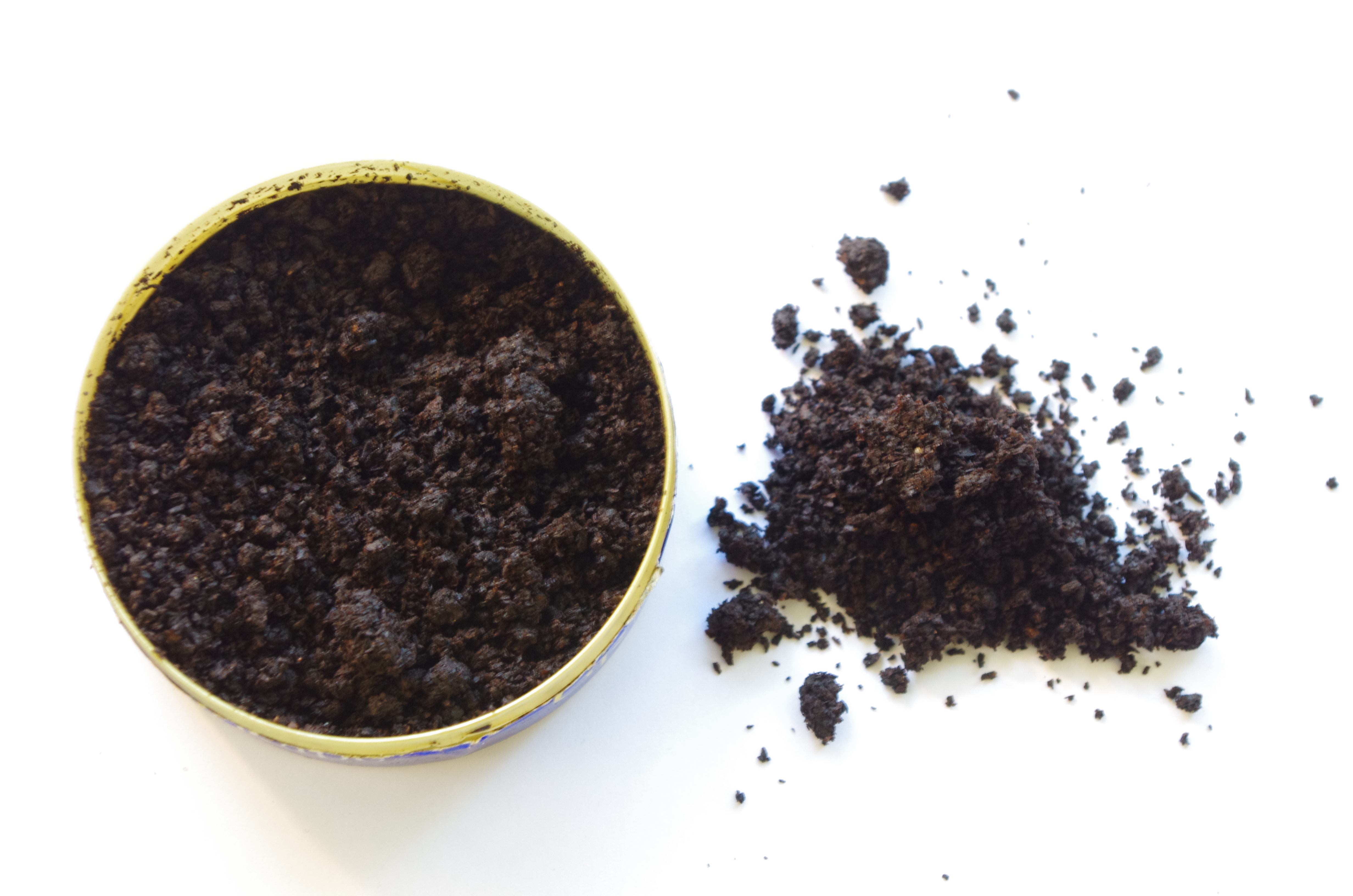
スヌース

スヌース(snus)とは元々18世紀の初期からスウェーデンにある乾燥した嗅ぎたばこで、現在ではウェットタイプとドライタイプの2種類が販売されている。上唇と歯茎の間に長時間挿んで使用する。使い方はアメリカのディッピング・タバコに近いが、ディッピングと異なり唾を吐く必要はない。ナスワーなどのタバコと異なりスヌースは蒸気で殺菌されている。
EUやトルクメニスタンでスヌースを販売することは違法だが、伝統や文化的背景による特別適用免除により、 一部のEU加盟国および中央アジアでは販売が認められており、主にスウェーデンやデンマーク、ノルウェー、フィンランドで現在も生産・使用されている。ロシアの国会は2013年6月1日以降、ロシアでスヌースの使用を禁止する法案を作成したが批准されなかった。アメリカでは喫煙タバコや噛みタバコ、ディッピングタバコなどの代替品と見られ、様々な生産地のスヌースが支持を得ている。ただし、アメリカ製スヌースはスウェーデン製スヌースと比べ、生産基準や材料が異なる（大きな違いの一つはアメリカ製のスヌースは多くの砂糖が使用されている）ため、「スヌース」と呼ばれるべきではないという考え方もある。2019年10月、FDAから一部の製品は紙巻きたばこよりも害が少ないとの認定を受けた。

## 歴史
16世紀にスヌースの先駆けとして、かぎたばこがフランス王アンリ2世に仕えるフランス人外交官ジャン・ニコにより、偏頭痛の治療薬としてフランスのカトリーヌ・ド・メディシスに紹介された。彼女がかぎたばこの利用者となったことで、フランスの宮廷や上流階級の、特に女性の間で流行した。
17世紀の初期、かぎたばこはスウェーデンにも普及した。19世紀に入り、唾を吐く必要がなく、上唇と歯茎の間に挿んで使用する湿ったたばこがスウェーデン国内のたばこ生産者により生産され始め、それがスヌースとして普及していった。Ettan（「1番」という意味）は、1822年に登録されて以来今でも販売されている最も古いブランドである。

## スヌースと「スナッフ」の混同
英語の「Snuff（スナッフ）」がスウェーデンでは「Snus（スヌース）」と訳され、英語では鼻で吸い込むタイプと上唇と歯茎の間に挿むタイプの両方が「スナッフ」と呼ばれている。鼻で吸い込むタイプはスウェーデン語で「torrsnus（乾燥スナッフ）」、または「luktsnus（鼻向けたばこ）」と呼ばれ、上唇と歯茎の間に挿むタイプは単に「Snus（スヌース）」と呼ばれている。「Snuff（スナッフ）」という言葉がディッピングたばこを指すこともあり、ディッピングたばこは鼻で吸い込むことや上唇と歯茎の間に挿むのではなく、下唇と歯茎の間に付けて使用する。しかしながら、スヌースや乾燥スナッフ、ディッピングたばこは全て異なる製品である。

## スヌースと類似したたばこ製品の違い
口の中に含んで使用するたばこを分類すると以下のようになる。
スカンジナビアスヌース（Scandinavian snus）
上唇と歯茎の間に挿んで使用し、唾を吐く必要のない湿った無煙たばこである。「湿った粉末（Loose snus）」と「ポーション（Portion snus）」のいずれかで販売されており、ベルガモット、シトラス、ジュニパーベリー、ハーブ、花などの味で少し風味付けされている。スカンジナビアスヌースのほとんどはスウェーデンで生産され、スウェーデンの食物法の下、食品として管理されている。
アメリカンスヌース（American snus）
1990年代の後期から発売され、スカンジナビアスヌースと似ているが、水分含量やPHが低いので、ニコチンのバイオアベイラビリティ（生物学的利用能）も低い。アメリカンスヌースはスペアミントやウィンターグリーン、バニラ、フルーツ（例えばチェリー）などの味で風味付けされ、砂糖が入っていることもある。
鼻かぎたばこ（スナッフ、Nasal snuff）
乾燥した粉末状のたばこで、スウェーデン語で「luktsnus」、ノルウェー語で「luktesnus」と呼ばれ、アメリカでは「Scotch Snuff」と呼ばれている。鼻で粉末を深く吸い込むのではなく、においを嗅ぐ行為に近く、多くがメンソールや他の香りが混ぜられている。イギリス製やドイツ製、スカンジナビア製が多い。
噛みたばこ（Chewing tobacco）
「chew」（アメリカ南部の方言では「chaw」）と呼ばれ、たばこの葉と茎を短い・長い形にして使用する。微塵切りしてプラッグというブロックに詰め使用することや磨り潰してペレットに詰め込み使用することもある。いくつかのブランドでは手巻きたばこのシャグのように、非常に細かい細切りにしてあるブランドもある。噛みたばこは頬と歯茎の間に挿むか、よく噛んで使用する。特に噛んでいると食道が刺激（吐き気を催させることもある）され、強い唾液分泌作用を引き起こすため、口の中に溜まった唾液を吐き出す必要がある。噛みたばこは古くからの北アメリカの先住民による生のたばこ葉の伝統的な使用方法に由来し、EUでも合法で、中にはウィンターグリーンやリンゴ、チェリーなどの風味が付けられているものもある。
ディッピング・タバコ（Dipping tobacco）
dipやspit tobaccoなどと呼ばれる湿った粉末状で、アメリカでは一般的なたばこである。湿っており、よく磨り潰されてはいるがスヌースほど細かい粉末ではない。ディッピングたばこは鼻で使用せずに、粉末を下唇や頬と歯茎の間に付け使用するため、噛みたばこと同様の強い唾液分泌作用を引き起こすため、口の中に溜まった唾液を吐き出す必要がある。ディッピングたばこの多くに伝統的なウィンターグリーンやミントの風味が付けられているが、現代的な風味も数多くある他、風味が付けられていないブランドも人気がある。1980年代の中期、いくつかのブランドはスカンジナビアスヌースやアメリカンスヌースのように、アメリカのディッピングたばこを多孔質ポーチで包装している。
Makla（ベルギーやアフリカ）
湿った粉末たばこで、多くの点でスカンジナビアスヌースに類似している。スヌースと同様に上唇と歯茎の間に挿み使用するが、スヌースよりよく磨り潰されているため、ニコチン含有量やPHレベルも高い。EUでは噛みたばことして分類されているので、合法に販売されている。
ナスワー（Naswar、中央アジア）
湿った粉末状のたばこであり、粉末は緑の色で、時々石灰や木の灰が付着している。刺激的で、料理油（カルダモン、ゴマ）やライムなどのフルーツ、メンソールなどで強く風味付けられ、ディッピングたばこのように使用するか、舌の下に付け使用する。 

## 種類

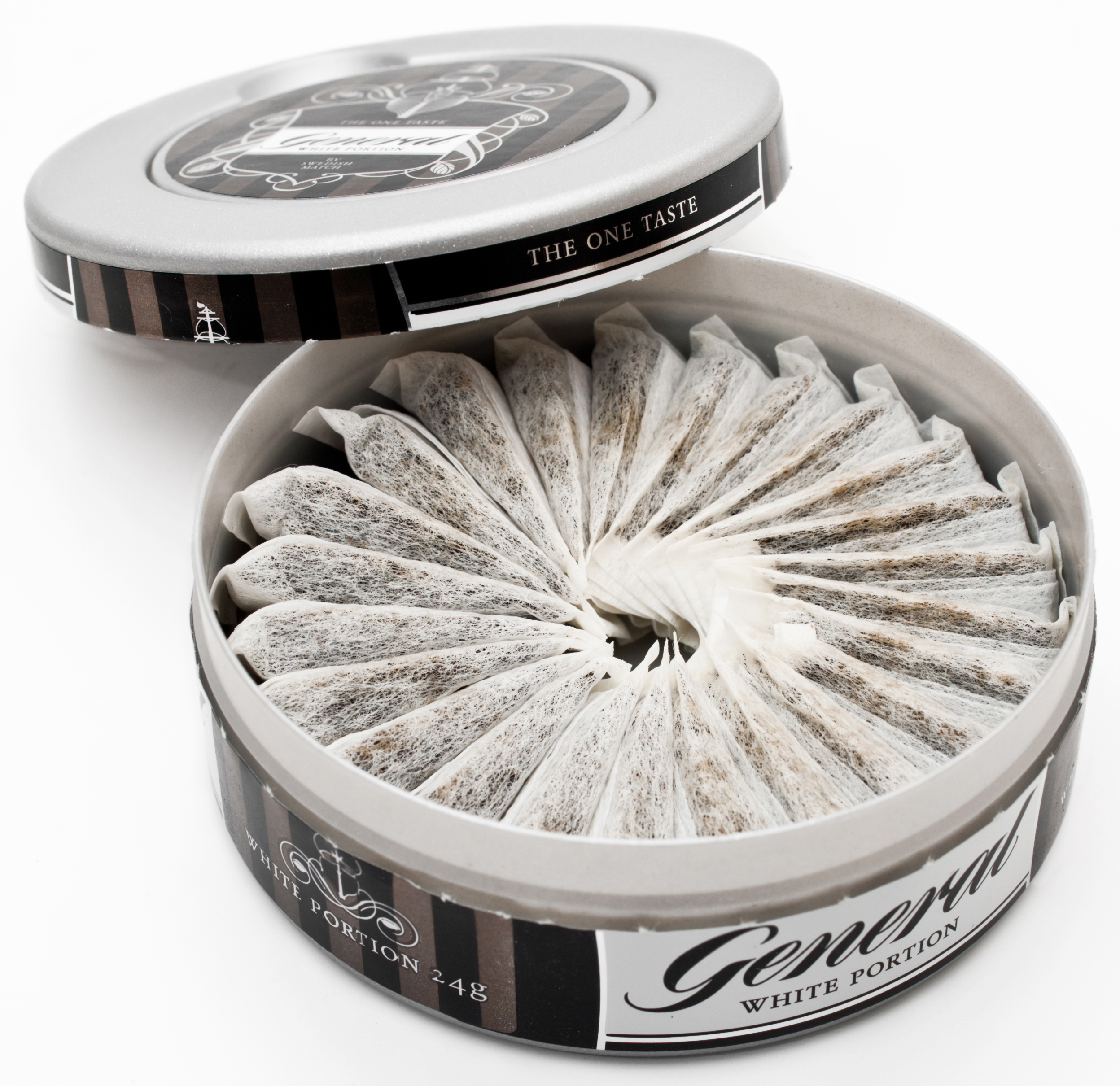
ホワイトポーション

ルーススヌース（Loose snus）
指先や専用の器具を使って、円筒形または球形に包装することができる湿った粉末たばこである。主にpris (摘み)やbuga、prilla、prell と呼ばれている。たばこを摘んで、上唇と歯茎の間に付ける使用者もいる。時代の流れとともに、ルーススヌースの需要はポーションスヌースの品種に取って代わられてきた。
ポーションスヌース（Portion snus）
小さなティーバッグのような小袋に包装された湿った粉末たばこである。ルーススヌースより少量で売られているが、ポーションスヌースの方が便利で扱いやすいと考えられており、オリジナルポーションとホワイトポーションと言う2つの種類がある。
オリジナルポーション
1977年に紹介されたオリジナルポーションが伝統的な形である。小袋の生地が生産工程中に加湿され、湿った茶色のポーションとなる。
ホワイトポーション

上記より薄味でわずかに徐放形の品種である。小袋の生地が生産工程中に加湿されないため、 白い乾燥したポーションとなる。オリジナルポーションと同じ水分含量だが、乾燥した小袋により、ニコチンと風味の伝達が緩やかである。ホワイトポーションとは色を表すのではなく、スタイルを指しており、白い生地の代わりに黒い生地が多く使われているが、それらも全て「ホワイトポーション」である。
ポーションスヌースはミニサイズ、ノーマル/ラージサイズ（ベーシックなサイズ）、マキシサイズの3サイズで販売されている。正味重量はブランドにより異なるが、ミニサイズは約0.5グラム、ノーマル/ラージサイズは約1グラム、マキシサイズは約1.7グラムであり、パッケージのラベルに記載されている。いくつかのブランドでは、ノーマル/ラージサイズで形の異なる「レギュラー」と「ロング」のポーションを選べるが、正味重量は変わらないブランドが多い。ロングのポーションはオリジナルポーションと形が異なり、歯茎に快適にはまるように細長い形をしている。
一般的なニコチン含有量は8ミリグラムだが、ブランドにより異なる。近年、メーカーはニコチン含有量を増やしたstarkとextra starkという品種を発売。Starkはたばこ1グラム当たり平均11ミリグラムのニコチンを含有し、extra starkにはたばこ1グラムあたりで22ミリグラムのニコチンを含有している。最近、Siberiaというブランドがたばこ1グラムあたりでニコチンを42ミリグラムも含有する「非常に強い」スヌースを発売し、現時点で販売されているものの中でSiberiaは、1グラムあたりでのニコチン含有量が最大である。

## 内容
スウェーデン製のスヌースは世界の様々な産地の乾燥たばこからできている。以前は、スヌースに使われるたばこはスウェーデンのスカニアやマラルラデンなどの地域で乾燥されていたが、後にケンタッキーたばこが使われ始めた。粉状たばこは水、塩、アルカリ化剤（現在炭酸ナトリウムが使用されている）、そしてアロマと混ぜられ、熱を加え作られる。スウェーデンでは、スヌースのパッケージラベルに原材料が全て記載され、食品として規制されている。ウェットタイプのスヌースは水分含量が50％以上ある。スウェーデンでのスヌースの平均年間使用量は1人当たり800グラム（約16個）である。スウェーデンの人口の約12パーセント（110万人）がスヌースを使用している。ディッピングたばこや噛みたばことは異なり、現在のスヌースのほとんどは発酵工程を経ず、代わりに蒸気で低温殺菌されている。蒸気殺菌の工程は複雑であるが、望ましい質感や口当たりを維持しつつ、たばこ特有のニトロソアミンの形成を促進するバクテリアの増殖を抑制する利点がある。
以前は、スヌースはスウェーデンやデンマーク、フェロー諸島、ノルウェーなどで主に販売されていたが、近年になって南アフリカやアメリカに紹介された。ロシアのムルマンスクやギリシャのハニアなどのスカンジナビア観光客がよく訪れる場所で目にすることができる。小さな缶で販売されているが、以前は磁器や木材、銀、金などで作られた容器に入れられていた。ポーションスヌースはプラスチック缶に約1グラムのポーション24個入りで販売されているのに対し、ルーススヌースは主にプラスチック蓋が付いている圧縮された紙缶に45グラム（2008年以前は50グラム）で販売されている。

## 産業
アメリカでは以前までスウェーデンのスヌースを通販でしか購入できなかったが、今では多くのたばこ小売業者から購入できる。今は「R. J. Reynolds Tobacco Company」「PHilip Morris USA」「 U.S. Smokeless Tobacco Company」などの会社が類似の製品である「Camel Snus」「 Marlboro snus」「 Skoal snus」などをそれぞれ生産している。 ほとんどのアメリカ製のたばこがポーションタイプで販売される一方、伝統的な北欧の生産方法とは異なる。